# 탄전린
탄전린(중국어 간체자: 谭震林, 정체자: 譚震林, 병음: Tán Zhènlín, 한자음: 담진림, 1902년 4월 24일~1983년 9월 30일)은 중화인민공화국의 군인, 혁명가, 정치인이다. 중국공산당 저장성 위원회 서기, 장쑤성 인민정부 주석, 중국공산당 중앙정치국 위원, 중화인민공화국 국무원 부총리, 전국인민대표대회 상무위원회 부위원장, 중국공산당 중앙고문위원회 부주임을 역임했다.